# Union sportive Panda B52
 (mars 2023).
Maillots
Actualités
Union sportive Panda B52, est un club de football congolais basé à Likasi.

## Histoire
Le club est créé en 1952. En 2020-2021, il termine premier de la zone ouest en 2e division.
En 2021-2022, le club est promu en Ligue 1.

## Personnalités historique du club

### Comité
- Président :  Rocky Kalonji[4]
  - Vice-Président :  François Assani[4]

- Secrétaire :  Alain Mukasa[4]
  - Secrétaire Adjoint :  Fiston Lusasa[4]

- Trésorier :  Jean-Claude Mpingo[4]

### Entraîneurs
- 2015-2016 :  Chrysostome Mukendi
- 2017 :  Honoré Nkulu[5],[6]
- 2018 :   Chrysostome Mukendi[7]
- Omer Mbayo
- 2019-2020 :  Jacques Kabala[8]
- 2020 :   Chrysostome Mukendi[9]
- 2021 :  Gérard Musakulima
- 2021-2022 :  Hidalgo Kalala[10],[11]
- 2022- :  Honoré Nkulu[5]

### Présidents
- 2016- :  Rocky Kalonji[12]

## Sponsors et équipement

### Sponsors
- ??  : Gécamines